# I Want You (cover Madonny)
I Want You – utwór stworzony przez Leona Ware i Arthura Rossa. Oryginalnym jego wykonawcą jest Marvin Gaye. Madonna nagrała cover tej piosenki wraz z angielskim zespołem trip hopowym Massive Attack i umieściła go na swojej składance największych ballad Something to Remember wydanej w 1995 roku. Pierwotnie utwór miał być wydany jako pierwszy singel z tego albumu, jednak ukazał się tylko jako promocyjny. Do nagrania stworzono także wideoklip, który ukazał się kilka miesięcy później.
"I Want You" pojawił się na płycie w dwóch wersjach. Pierwsza to pierwotnie nagrana z Massive Attack, a druga to wersja z orkiestrą. Istnieją także różne wersje utworu, które można znaleźć w internecie.
Utwór zdobył także pozytywne recenzje m.in. od redaktora portalu AllMusic Stephena Tomasa Erlewine'a, który powiedział, że "I Want You jest jedynym utworem, spośród trzech nowych z Something to Remember, który jest najbardziej godny uwagi". Pozytywnie o utworze wyrazili się także Jim Farber z gazety New York Daily News i Tony Moc z Blendera.
Utwór nie został wydany oficjalnie przez co nie był notowany na listach przebojów.
Teledysk do utworu był nagrywany w dniach 5-6 sierpnia 1995 w Long Island City w Nowym Jorku. Wyreżyserował go Earle Sebastian, a wyprodukował Joel Hinman. Inspiracją do stworzenia wideoklipu był film A Telephone Call stworzony na podstawie książki amerykańskiej pisarki Dorothy Parker. Sam klip został wydany na DVD Celebration: The Video Collection w 2009 roku.